# Länsmanstorget
Länsmanstorget är ett torg i Länsmansgården, som ingår i stadsdelen Biskopsgården, i Göteborg. Det fick sitt namn 1983 efter läget i Länsmansgården.
Torget byggdes 1966. År 2000 byggdes torget om och entrén binder sedan dess ihop två tidigare fristående fastigheter. Torget är ett inomhustorg med dagligvaruhandel och ett antal mindre butiker, bland annat servicebutik och solarium. Länsmanstorget ritades av arkitekt Gustaf Samuelsson. EFEM Arkitektkontor stod för förändringarna som gjordes 2000.
Länsmanstorget ägs och förvaltas av Göteborgslokaler.